# استروگا
استروگا (آلبانیایی: Strugë) نام شهری است در مقدونیه شمالی.
این شهر کوچک در ناحیه شمالی دریاچه اوهرید قرار دارد که توسط رودخانه کرینی دریم به دو بخش تقسیم می‌شود. 
در آخرین روز ماه اوت در کنار این رودخانه جشن شاعران با حضور تمام شاعران مقدونیه برگزار می‌شود.
این شهر همچنین زادگاه شاعر نامدار بالکان کوستادین میلادینوف است.